# Ульрікке Ейкері
Ульрікке Пія Ейкері (норв. Ulrikke Pia Eikeri) — норвезька тенісистка, що спеціалізується на парній грі, фіналістка Відкритого чемпіонату Франції в міксті. 

## Значні фінали

### Турніри Великого шолома

#### Мікст: 1 фінал
| Результат | Рік  | Турнір      | Поверхня | Партнер      | Супротивники              | Рахунок       |
| --------- | ---- | ----------- | -------- | ------------ | ------------------------- | ------------- |
| Поразка   | 2022 | French Open | Ґрунт    | Йоран Фліген | Ена Сібахара Веслі Колгоф | 6–7(5–7), 2–6 |

## Фінали турнірів WTA

### Парний розряд: 5 (3 титули)
| Легенда       |
| ------------- |
| Grand Slam    |
| WTA 1000      |
| WTA 500 (1–0) |
| WTA 250 (2–2) |

| За поверхнею |
| ------------ |
| Хард (2–0)   |
| Трава (1–0)  |
| Грунт (0–2)  |
| Килим (0–0)  |

| Результат | В–П | Дата     | Турнір                                 | Статус  | Поверхня | Партнерка                | Супротивниці                       | Рахунок               |
| --------- | --- | -------- | -------------------------------------- | ------- | -------- | ------------------------ | ---------------------------------- | --------------------- |
| Поразка   | 0–1 | Лип 2021 | Lausanne Open, Швейцарія               | WTA 250 | Грунт    | Валентіні Грамматікопулу | Сузан Бандеккі Зімона Вальтерт     | 3–6, 7–6(7–3), [5–10] |
| Перемога  | 1–1 | Жов 2021 | Tenerife Open, Іспанія                 | WTA 250 | Хард     | Еллен Перес              | Людмила Кіченок Марта Костюк       | 6–3, 6–3              |
| Поразка   | 1–2 | Лип 2022 | Lausanne Open, Швейцарія               | WTA 250 | Грунт    | Тамара Зіданшек          | Олга Данилович Крістіна Младенович | без гри               |
| Перемога  | 2–2 | Чер 2023 | Nottingham Open, Сполучене королівство | WTA 250 | Трава    | Інгрід Ніл               | Гаррієт Дарт Гезер Вотсон          | 7–6(8–6), 5–7, [10–8] |
| Перемога  | 3–2 | Вер 2023 | Pan Pacific Open, Японія               | WTA 500 | Хард     | Інгрід Ніл               | Ері Ходзумі Ніномія Макото         | 3–6, 7–5, [10–5]      |

## Фінали турнірів WTA 125

### Парний розряд: 3 (2 титули)
| Результат | В–П | Дата     | Турнір                      | Поверхня | Партнерка         | Супротивниці                                 | Рахунок            |
| --------- | --- | -------- | --------------------------- | -------- | ----------------- | -------------------------------------------- | ------------------ |
| Перемога  | 1–0 | Лип 2022 | Contrexeville Open, Франція | Грунт    | Тереза Мігалікова | Хань Сіньюнь Панова Олександра Олександрівна | 7–6(10–8), 6–2     |
| Поразка   | 1–1 | Тра 2023 | Open de Saint-Malo, Франція | Грунт    | Ері Ходзумі       | Грет Міннен Бібіане Схофс                    | 6–7(7–9), 6–7(3–7) |
| Перемога  | 2–1 | Сер 2023 | Chicago Challenger, США     | Хард     | Інгрід Ніл        | Крістіна Букша Alexandra Panova              | w/o                |